# استوف (الوسطى)
استوف هو دُوَّار يقع بجماعة بني رزين، إقليم شفشاون، جهة طنجة تطوان الحسيمة في المملكة المغربية. ينتمي الدوّار لمشيخة الوسطى التي تضم 7 دواوير. يقدر عدد سكانه بـ 1598 نسمة حسب الإحصاء الرسمي للسكان والسكنى لسنة 2004.

## روابط خارجية
- البوابة الوطنية للجماعات الترابية
- المندوبية السامية للتخطيط